# Robert III de Sablé
Pour les articles homonymes, voir Robert III et Robert de Sablé.
Robert III de Sablé, seigneur de Sablé.

## Biographie
Le fils de Lisiard avait été élevé avec Foulque V d'Anjou, dit le jeune, dont il était frère de lait, ce qui lui valut l'amitié et l'indulgence constante du comte Geoffroi, malgré ses nombreuses révoltes. Il avait pris part à la lutte de son père contre Geoffroy Plantagenet, qui lui restitua la terre de la Suze aussitôt après la mort de son père. Mais poussé par les conseils d'Hugues de Mathefelon et de Thibault, son fils, il porta la dévastation de Briollay à Angers, de la Suze et de Sablé jusqu'au Mans, l'année de la mort du roi Henri Ier d'Angleterre (1135). Geoffroi le battit, prit de nouveau la Suze et Robert dut recourir à l'intercession d'Ulger, évêque d'Angers, et d'Hugues de Saint-Calais, évêque du Mans, et faire de nouveau hommage lige au vainqueur pour obtenir cette seconde paix.
Quelques années plus tard, en 1144, secondé par Elie, propre fils de Geoffroi, et par la plupart des barons angevins, il recommença la guerre. Le comte jugea prudent de protéger ses terres par la construction sur la Sarthe, entre Sablé et Angers, d'une forteresse qu'il nomma le Châteauneuf. Ses troupes, repoussées d'abord, revinrent plus nombreuses et les Saboliens durent s'enfuir jusque dans leurs murs. Robert implora de nouveau la paix qu'il obtint du prince magnanime, inquiet d'ailleurs de la tournure que prenaient ses affaires en Angleterre. La Chronique d'Anjou signale cette paix en 1146, pax fit inter barones et comitem.

## Donateur
Malgré toutes ses guerres, Robert III songea à confirmer les largesses de ses ancêtres envers Marmoutier. Il fut un des bienfaiteurs de l'hôpital d'Angers. Il confirma à Saint-Nicolas de Sablé les dîmes des défrichements de la forêt de Brion, le jour que Geoffroi, évêque d'Angers, consacra l'église de Saint-Denis-d'Anjou (Gilles Ménage dit : Geoffroi, évêque du Mans, consacrant l'église d'Angon). 
La principale fondation de Robert III fut celle de l'abbaye de Bellebranche qu'il donna aux Cisterciens. On raconte qu'une tentative de fondation religieuse y avait eu lieu en 1098. La fondation de Robert est datée de 1152, et peut être regardée comme un de ses actes in extremis. 

## Famille
Robert III était le fils de Lisiard de Sablé et de Tiphaine, dite Chevrière de Briollay.
Robert prit pour épouse Hersende d'Anthenaise; ils eurent de leur mariage :
1. Robert IV, successeur de son père dans la seigneurie de Sablé, La Suze et Briollay ;
2. Geoffroi, pour lequel Robert, son frère, fit une fondation d'une messe quotidienne au prieuré de Solesmes, et qui fut inhumé dans l'église sous le crucifix. Sa statue tombale mutilée existe encore, portant sur la poitrine un écu chargé de l'aigle, meuble des armoiries de la famille. Le chevalier est vêtu d'une cotte de mailles : on l'a pris longtemps pour Geoffroi Ier de Sablé, fondateur du prieuré ;
3. Hersende, abbesse du Ronceray. On voit combien cette abbaye fut toujours en faveur dans la famille de Sablé : Burgonde, veuve de Renaud de Château-Gontier, s'y fit religieuse et devint prieure d'Avesnières. Hersende, mère de notre abbesse, s'y retira après la mort de son mari et paraît une fois, au moins, au rang des religieuses. Sa fille fit profession avant 1169 : elle paraît toujours dans un rang honorable, et même simple religieuse avant la plupart des officières : pour la démission des droits de Luc de Chemazé (1169) ; pour un accord avec le sénéchal Étienne portant règlement de la maison de l'hôpital (1183) ; dans une charte au sujet du moulin d'Épinard (1183). Elle est seule avec l'abbesse Emma, traitant une affaire avec l'évêque de Nantes (1183). Enfin, elle est prieure d'Avesnières avant 1190, et avec Marie de Sainte-Suzanne, probablement de la famille de Beaumont-au-Maine, pour une concession de terrain à l'Hôtel-Dieu. Hersende est abbesse avant 1196, donne cette année-là un domaine aux Bonshommes d'Angers, s'occupe activement des frères de l'Hôtel-Dieu, et des droits de son monastère sur l'administration intérieure de la maison, en appelle pour ces difficultés à Jean sans Terre, qui confie l'affaire à Guillaume des Roches, son sénéchal et proche parent de l'abbesse (1200). Elle s'adresse à Guillaume, évêque d'Angers, contre les mêmes religieux qui voulaient méconnaître son autorité dans l'élection du prieur (1209). Aux Bonshommes d'Angers, elle fait d'importantes concessions en 1211 et 1214 ; forme une association de prières avec le curé de Bonlieu (1216), reconnaît les droits de l'Abbaye de Fontaine-Daniel à la Ferté-Painel, en 1218, et meurt en 1220, après avoir concédé un cellier à l'abbaye de la Mélinais ;
4. Marguerite, femme, en 1189-1198, de Pierre de Chemillé, qui donne aux moines du Loroux la terre de Fracta Rota, ayant appartenu autrefois à Robert II de Sablé, bisaïeul de Marguerite. Celle-ci était peut-être marraine de Marguerite, femme de Guillaume des Roches, sa nièce.

## Sources
- Abbé Angot, « Sablé », dans Bulletin de la Commission historique et archéologique de la Mayenne, 1919, no 35, p. 166-189, 266-278, 369-380.